# 清格勒泰·吉格吉德扎布
清格勒泰·吉格吉德扎布（1894年—1933年5月22日），今蒙古国苏赫巴托尔省哈勒赞县人，蒙古人民共和国政治家，1930年至1932年任蒙古总理。

## 生平

### 早年生涯
吉格吉德扎布生于今蒙古国苏赫巴托尔省哈勒赞县。他于1924年毕业于财政部会计学校。同年，他加入蒙古人民党，并于1925年被任命为蒙古中央合作社（Montsenkoop）会计。1928年，他当选为蒙古中央合作社总务委员会主席。吉格吉德扎布成为蒙古人民革命党中央委员会主席团成员，并担任国家小呼拉尔（Bag Hural）成员。1930年4月27日，吉格吉德扎布被任命为总理。有人认为吉格吉德扎布当时仅是代总理，而其他人认为他是正式总理。蒙古政府持后一种看法。

### 1932年武装起义
1932年4月，一批喇嘛被残酷的迫害和政府征用寺院激怒，这引发了库苏古尔省起义，起义者占领了几个市镇的中心。很快，起义蔓延到蒙古西北部的四个省，并一直持续至1932年10月，该国东部地区也有起义发生。1932年6月，蒙古红军残酷地镇压了起义者的反抗（苏联红军参与与否仍有争议）。
出于对起义范围之广的惊讶，苏联领袖约瑟夫·斯大林下令暂时缩减在蒙古实施社会主义的规模。在蒙古人民革命党第三次代表大会（1932年6月29日至30日）上，极左派政治家们被指责因措施不当而导致了反抗。几天后，1932年7月2日，在蒙古被视为极左派的吉格吉德扎布被剥夺了全部职务。
1932年，吉格吉德扎布被任命为贸易、交通及通讯发展部长，任职至其于1933年5月22日死亡。吉格吉德扎布的死亡情况依然不明。他是在位于乌兰巴托郊区的家（ger）中被枪击后身亡的。在死亡后，吉格吉德扎布被指控为反革命，并被牵连进勒库姆案。